# Tranvía de Lyon

Mapa de la los transportes de Lyon, excepto bus

El tranvía de Lyon es una red de tranvía inaugurada en 2001 que sirve a la ciudad francesa de Lyon y a parte de su aglomeración urbana. Complementa al metro de Lyon.
Es la mayor red de tranvía de Francia por su longitud y la segunda en recorrido de las líneas explotadas. Transporta cada día a 350 000 viajeros (2017), lo que representa más del 20% de los pasajeros del transporte público de Lyon.

## Historia
En 1879 se crea la compañía de omnibuses y tranvías de Lyon (OTL). El primer tranvía circula por la línea 5 entre Bellecour y Vaise el 11 de octubre de 1880, con tracción animal. La red inicial acumula más de 43 kilómetros de líneas.
La electrificación de la red comienza en 1893. Se crean varias compañías que obtienen concesiones de líneas, aunque son poco a poco absorbidas por OTL. Tal es el caso de la Sociedad Anónima del Tranvía de Écully, en 1899, o la Compañía Fourvière Oeste Lyonés en 1911.
En el apogeo de la red en 1930 el tranvía de Lyon transporta casi 160 millones de pasajeros al año. Tras la Segunda Guerra Mundial y a la vez que otras ciudades francesas, el tranvía comienza a ser sustituido por el autobús. El último tranvía urbano circula el 30 de junio de 1956.
En 1978 se inaugura el metro de Lyon, a pesar de la política en favor del coche que se llevó a cabo en los años 1970. Es a partir de 1990 cuando surge la idea de reimplantar el tranvía en Lyon. Tras numerosas protestas de la población lyonesa, toma forma la nueva red de tranvía, con la inauguración en diciembre de 2000 y la puesta en servicio el 2 de enero de 2001 de las líneas T1 y T2. La línea T3 se inaugura en 2006 y la T4 el 20 de abril de 2009.
Actualmente la red se encuentra en expansión, con una nueva línea al aeropuerto de Lyon Saint-Exupéry y ampliaciones de las líneas T1 y T4. Con las nuevas ampliaciones se prevén 200 000 pasajeros diarios.

## Regreso del tranvía

### El proyecto Hipocampo
«Hipocampo» es un proyecto de tranvía lanzado por el ayuntamiento de Lyon en 1990 y que fue posteriormente abandonado. Este proyecto significaba la resurrección del tranvía en Lyon, complementariamente a varias prolongaciones de metro. La línea propuesta debía unir la estación de Lyon Part Dieu con los barrios de Gerland y las estaciones de Saint-Fons y Vénissieux, a través de los bulevares de Estados Unidos y de los Checoslovacos.

### Proyecto definitivo
Tras 40 años de olvido, acentuados por la decadencia del transporte público y su resurgimiento con la creación del metro de Lyon, la decisión inicial de construir una red de tranvía que complementase al metro llega en 1996. Tras la construcción de las líneas T1 y T2 se puso en servicio el 2 de enero de 2001.

## La red actual

### Material rodante
La explotación de las líneas se realiza con 107 ramas:
- 73 ramas Citadis 302 para las líneas T1, T2, T5, T6 y T7
- 34 ramas Citadis 402 para las líneas T3 y T4

### Línea T1
Abierta el 2 de enero de 2001, la línea sirve veintitrés estaciones sobre 9.4 km entre el sur de la Presqu'île y el campus universitario de La Doua y transporta 80 000 pasajeros por año.  (110 000 pasajeros por día en 2017). El tramo inicial de Perrache a La Doua ha sido prolongado mediante tres estaciones hacia el sur hasta Montrochet el 15 de septiembre de 2005. La línea esta prolongada de nuevo para servir el Museo de las Confluencias, en 2014 cruza el Ródano, a través de un puente reservado para el transporte público, hasta llegar al barrio de Gerland. Cuando llega hasta la estación de metro de Debourg, la línea tiene cinco nuevas estaciones, con la posibilidad de una más entre Montrochet y el Museo de las Confluencias.

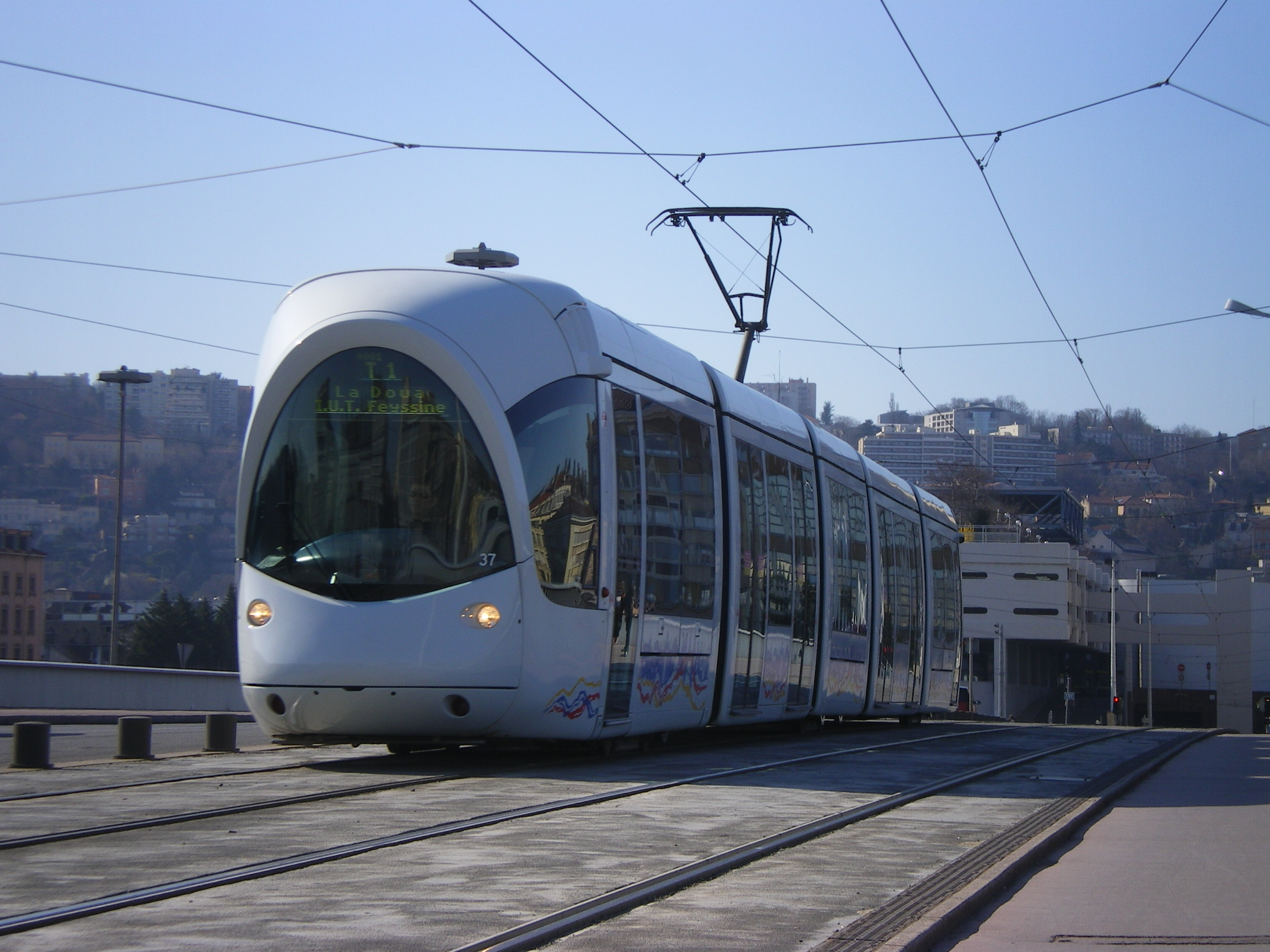
Tranvía de la T1 en Pont Gallieni.

|  |   |  | Estación                         | Municipio    | Enlaces |
|  | - |  | -------------------------------- | ------------ | ------- |
|  | O |  | Montrochet                       | Lyon 2º arr. |         |
|  | o |  | Sainte-Blandine                  | Lyon 2º arr. |         |
|  | o |  | Suchet                           | Lyon 2º arr. |         |
|  | o |  | Perrache - Gare SNCF             | Lyon 2º arr. | SNCF    |
|  | o |  | Quai Claude Bernard              | Lyon 7º arr. |         |
|  | o |  | Rue de l'Université              | Lyon 7º arr. |         |
|  | o |  | Saint-André                      | Lyon 7º arr. |         |
|  | o |  | Guillotière Gabriel Péri         | Lyon 7º arr. |         |
|  | o |  | Liberté                          | Lyon 3º arr. |         |
|  | o |  | Saxe - Préfecture                | Lyon 3º arr. |         |
|  | o |  | Palais de Justice - Mairie du 3º | Lyon 3º arr. |         |
|  | o |  | Part-Dieu - Servient             | Lyon 3º arr. |         |
|  | o |  | Gare Part-Dieu - Vivier Merle    | Lyon 3º arr. | SNCF    |
|  | o |  | Thiers - Lafayette               | Lyon 6º arr. |         |
|  | o |  | Collège Bellecombe               | Lyon 6º arr. |         |
|  | o |  | Charpennes - Charles Hern        | Villeurbanne |         |
|  | o |  | Le Tonkin                        | Villeurbanne |         |
|  | o |  | Condorcet                        | Villeurbanne |         |
|  | o |  | Université Lyon I                | Villeurbanne |         |
|  | o |  | La Doua - Gaston Berger          | Villeurbanne |         |
|  | o |  | INSA - Einstein                  | Villeurbanne |         |
|  | o |  | Croix-Luizet                     | Villeurbanne |         |
|  | O |  | La Doua IUT - Feyssine.          | Villeurbanne | P+R     |

### Línea T2
Abierta el 2 de enero de 2001, el tramo entre Perrache y Puerta de los Alpes fue prolongado el 27 de octubre de 2003 hasta Saint-Priest-Bel-Air. La línea sirve a 29 estaciones sobre 14.9 km entre la estación de Perrache, en Lyon, y el municipio de Saint-Priest. Transporta 76 000 pasajeros por día.   (95 000 pasajeros por día en 2017)

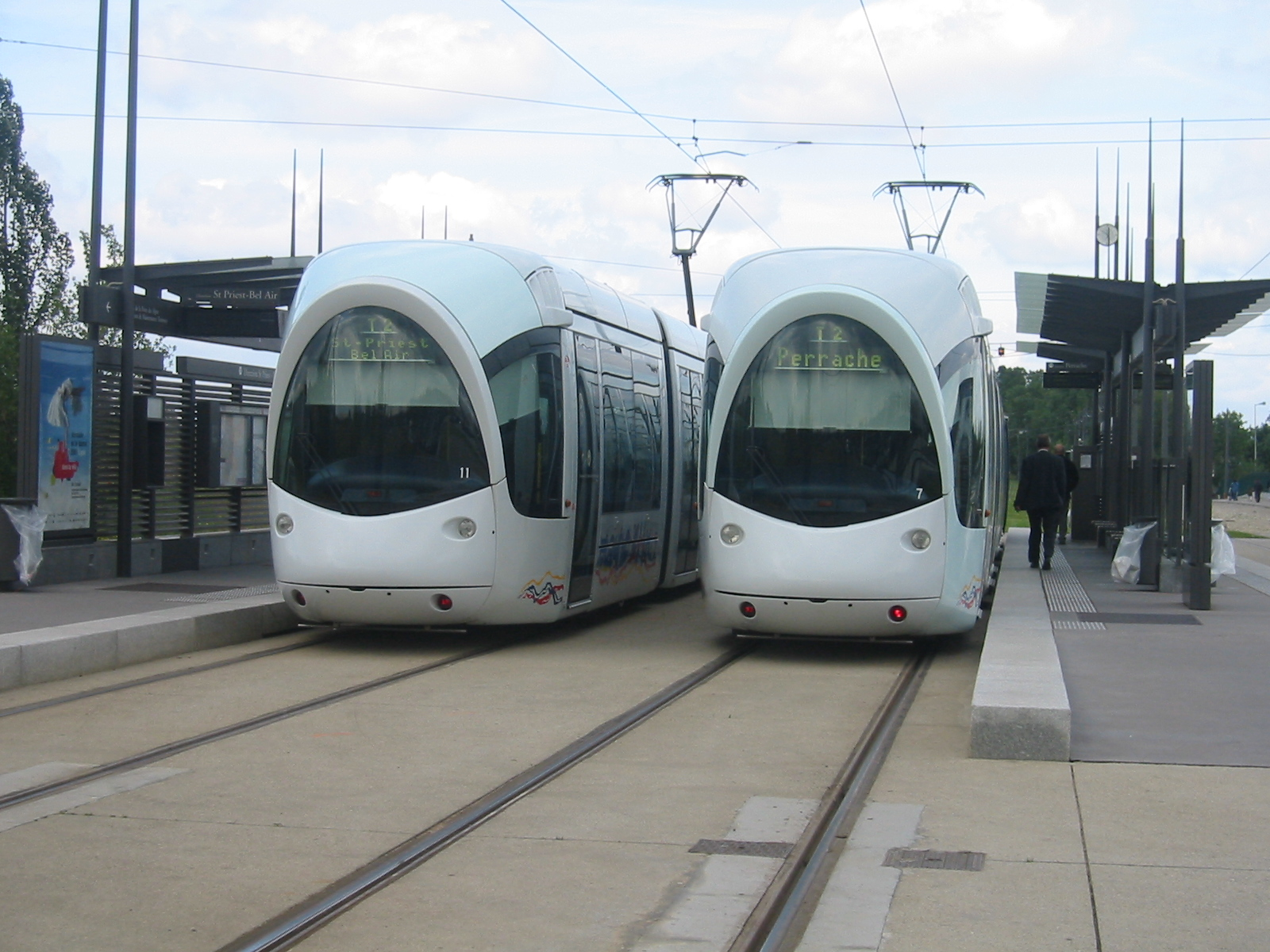
Estación Porte des Alpes, antiguo final de línea antes de la prolongación de la T2.

|  |   |  | Estación                      | Municipio    | Enlaces |
|  | - |  | ----------------------------- | ------------ | ------- |
|  | o |  | Perrache - Gare SNCF          | Lyon 2º arr. | SNCF    |
|  | o |  | Centre Berthelot              | Lyon 7º arr. |         |
|  | o |  | Jean Macé                     | Lyon 7º arr. | SNCF    |
|  | o |  | Garibaldi - Berthelot         | Lyon 7º arr. |         |
|  | o |  | Route de Vienne               | Lyon 7º arr. |         |
|  | o |  | Jet d'Eau - Mendès France     | Lyon 7º arr. |         |
|  | o |  | Villon                        | Lyon 8º arr. |         |
|  | o |  | Bachut - Mairie du 8º         | Lyon 8º arr. |         |
|  | o |  | Jean XXIII - Maryse Bastié    | Lyon 8º arr. |         |
|  | o |  | Grange Blanche                | Lyon 8º arr. |         |
|  | o |  | Ambroise Paré                 | Lyon 8º arr. |         |
|  | o |  | Vinatier                      | Lyon 8º arr. |         |
|  | o |  | Essarts - Iris                | Bron         |         |
|  | o |  | Boutasse - Camille Rousset    | Bron         |         |
|  | o |  | Hôtel de Ville - Bron         | Bron         |         |
|  | o |  | Les Alizés                    | Bron         |         |
|  | o |  | Rebufer                       | Bron         |         |
|  | o |  | Parilly - Université          | Bron         |         |
|  | o |  | Europe - Université           | Bron         |         |
|  | o |  | Porte des Alpes               | Bron         | P+R     |
|  | o |  | Parc Technologique            | Saint-Priest |         |
|  | o |  | Hauts de Feuilly              | Saint-Priest |         |
|  | o |  | Salvador Allende              | Saint-Priest |         |
|  | o |  | Alfred de Vigny               | Saint-Priest |         |
|  | o |  | Saint-Priest - Hôtel de Ville | Saint-Priest |         |
|  | o |  | Esplanade des arts            | Saint-Priest |         |
|  | o |  | Jules Ferry                   | Saint-Priest |         |
|  | o |  | Cordière                      | Saint-Priest |         |
|  | o |  | Saint-Priest - Bel Air        | Saint-Priest | P+R     |

### Línea T3 - LEA
Abierta el 5 de diciembre de 2006, la línea sirve a 10 estaciones sobre 14.6 km entre la estación de Part-Dieu en Lyon y la zona industrial de Meyzieu siguiendo la infraestructura del antiguo ferrocarril del este de Lyon (CFEL). Está conectada con la línea A del metro de Lyon en la estación La Soie y con la línea B en Part-Dieu Villette. Transporta 24 000 pasajeros por día.  (45 000 pasajeros por día en 2017)
|  |   |  | Estación                  | Municipio        | Enlaces |
|  | - |  | ------------------------- | ---------------- | ------- |
|  | O |  | Gare Part-Dieu - Villette | Lyon 3º arr.     | SNCF    |
|  | o |  | Dauphiné - Lacassagne     | Lyon 3º arr.     |         |
|  | o |  | Reconnaissance - Balzac   | Lyon 3º arr.     |         |
|  | o |  | Gare de Villeurbanne      | Villeurbanne     | P+R     |
|  | o |  | Bel Air - Les Brosses     | Villeurbanne     |         |
|  | o |  | Vaulx-en-Velin - La Soie  | Vaulx-en-Velin   | P+R     |
|  | o |  | Décines - Centre          | Décines-Charpieu | P+R     |
|  | o |  | Décines - Grand Large     | Décines-Charpieu | P+R     |
|  | o |  | Meyzieu - Gare            | Meyzieu          | P+R     |
|  | O |  | Meyzieu Z.I.              | Meyzieu          | P+R     |

### Línea T4
Abierta el 20 de abril de 2009, une la plaza Mendès-France en el 8º arrondissement de Lyon y el Hospital Feyzin-Vénissieux. La conexión con la línea T2 se establece en la estación Jet D'eau-Mendès-France. La línea será prolongada hacia la estación de Part-Dieu, Charpennes y Feyssine hacia 2013. Transporta 30 000 pasajeros por día.  (90 000 pasajeros por día en 2017)
|  |   | Estación                        | Municipio           | Enlaces |
|  | - | ------------------------------- | ------------------- | ------- |
|  | o | Jet d'Eau                       | Lyon 8º arr.        |         |
|  | o | Lycée Lumière                   | Lyon 8º arr.        |         |
|  | o | États-Unis - Musée Tony Garnier | Lyon 8º arr.        |         |
|  | o | Professeur Beauvisage - CISL    | Lyon 8º arr.        |         |
|  | o | États-Unis - Vivani             | Lyon 8º arr.        |         |
|  | o | Joliot Curie - Marcel Sembat    | Vénissieux          |         |
|  | o | La Borelle                      | Vénissieux          |         |
|  | o | Gare de Vénissieux              | Vénissieux          |         |
|  | o | Croizat - Paul Bert             | Vénissieux          |         |
|  | o | Marcel Houël - Hôtel de Ville   | Vénissieux          |         |
|  | o | Lycée Jacques Brel              | Vénissieux          |         |
|  | o | Herriot - Cagne                 | Vénissieux          |         |
|  | o | Vénissy                         | Vénissieux          |         |
|  | o | Division Leclerc                | Vénissieux          |         |
|  | o | Maurice Thorez                  | Vénissieux          |         |
|  | o | Lénine - Corsière               | Vénissieux          |         |
|  | o | Darnaise                        | Vénissieux          |         |
|  | o | Hôpital Feyzin                  | Feyzin - Vénissieux |         |

### Ródano Exprés

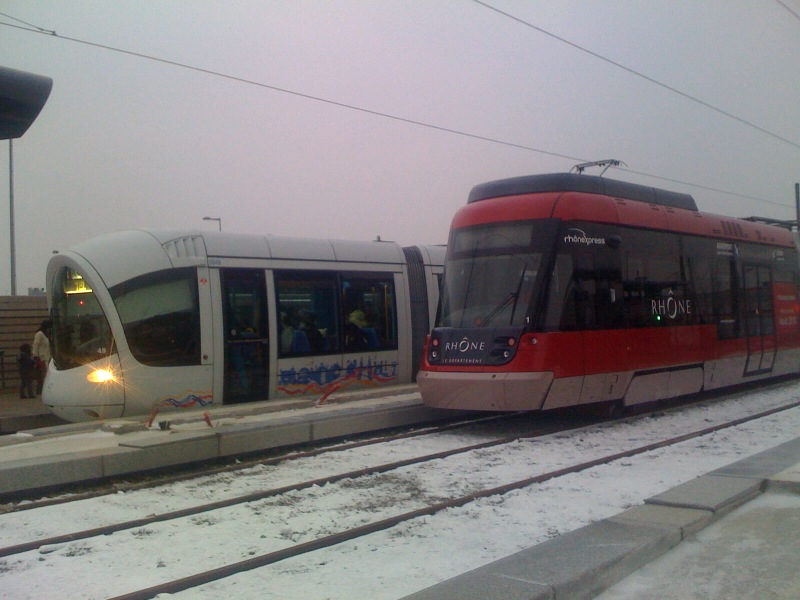
Ródano Exprés.

La relación Ródano Exprés («Rhônexpress») une la estación de Part-Dieu con el aeropuerto de Saint-Exupéry. Fue inaugurada el 9 de agosto de 2010. El consejo regional del Departamento de Ródano concedió el 8 de enero de 2007 la línea por 30 años a un consorcio entre varias empresas de transporte y financieras.
Este tranvía utiliza la infraestructura de la línea T3, sobre el antiguo ferrocarril CFEL, ampliada en cuatro estaciones para llegar hasta el aeropuerto. Los 23 kilómetros de la relación (de los que 7 han sido construidos expresamente para la línea) se recorren en 25 minutos por material tipo tren-tram. Las seis ramas Tango han sido construidas por la empresa suiza Stadler.
|  |   |  | Estación                       | Municipio          | Enlaces    |
|  | - |  | ------------------------------ | ------------------ | ---------- |
|  | o |  | Gare Part-Dieu - Villette      | Lyon 3º arr.       | SNCF       |
|  | o |  | Vaulx-en-Velin - La Soie       | Vaulx-en-Velin     | P+R        |
|  | o |  | Meyzieu Z.I.                   | Meyzieu            | P+R        |
|  | o |  | Gare de Lyon-Saint-Exupéry TGV | Colombier-Saugnieu | Aeropuerto |